# Dernice
Dernice (piemontiul: Dernìs, ligur nyelven: Dernìxe) település Olaszországban, Piemont régióban, Alessandria megyében. Lakosainak száma 178 fő (2023. január 1.). Dernice Borghetto di Borbera, Brignano-Frascata, Cantalupo Ligure, Garbagna, San Sebastiano Curone és Montacuto községekkel határos.

## Népesség
A település lakossága az elmúlt években az alábbi módon változott:
| Lakosok száma | 182  | 180  | 178  |
|               | 2017 | 2018 | 2023 |